# دوربین ویدئویی (فیلم‌برداری)
دوربین ویدئویی یا دوربین فیلمبرداری (به انگلیسی: Video camera) یک ابزار نوری است که فیلم‌برداری می‌کند؛ برخلاف دوربین فیلمی که تصویرها را روی فیلم ضبط می‌کند. دوربین‌های فیلمبرداری در ابتدا برای صنعت تلویزیون ساخته شدند اما از آن زمان به‌طور گسترده‌ای برای اهدف‌های مختلف دیگری مورد استفاده قرار گرفتند.
دوربین‌های فیلمبرداری عمدتاً در دو حالت استفاده می‌شوند: اولین مورد، مشخصه بسیاری از پخش‌های اولیه، تلویزیون زنده است، که در آن دوربین تصویرها را مستقیماً برای مشاهدهٔ مستقیم به صفحهٔ نمایش می‌فرستد. تعداد کمی از دوربین‌ها هنوز تولید زندهٔ تلویزیونی را ارائه می‌کنند، اما بیشتر اتصالات زنده برای عملیات‌های امنیتی، نظامی/تاکتیکی و صنعتی است که در آن‌ها به تماشای مخفیانه یا از راه دور نیاز است. در حالت دوم، تصویرها در یک دستگاه برای بایگانی یا پردازش بیشتر ذخیره‌سازی و ضبط می‌شوند. برای سال‌ها، نوار ویدئویی فرمت اصلی بود که برای این منظور استفاده می‌شد، اما به تدریج دیسک نوری، دیسک سخت و سپس حافظه فلش جایگزین شد. ویدئوی ضبط شده در تولید تلویزیونی استفاده می‌شود، و اغلب کارهای نظارتی و نظارتی که در آن ضبط بدون نظارت یک موقعیت برای تجزیه و تحلیل بعدی مورد نیاز است.

## کاربردها و انواع
دوربین‌های ویدیوئی فیلمبرداری مدرن طرح‌ها و کاربردهای گوناگونی دارند:
- دوربین‌های ویدیویی حرفه‌ای، مانند دوربین‌هایی که در  استودیوی تولید تلویزیون استفاده می‌شوند، ممکن است مبتنی بر استودیوی تلویزیونی یا سیار در مورد تولید میدان الکترونیکی (EFP) باشند. چنین دوربین‌هایی اغلب به استثنای آنها که عملکرد خودکار دارند، عموماً کنترل دستی بسیار ظریفی را برای اپراتور دوربین ارائه می‌دهند. آنها معمولاً از سه حسگر برای ضبط جداگانه قرمز، سبز و آبی استفاده می‌کنند.
- دوربین‌های ویدئویی فیلمبرداری یک دوربین و یک VCR یا دستگاه‌های ضبط دیگر را در یک واحد ترکیب می‌کنند. اینها موبایل هستند و به‌طور گسترده برای تولید تلویزیون، فیلم‌های خانگی، گردآوری اخبار الکترونیکی (ENG) (از جمله روزنامه‌نگاری شهروندی) و برنامه‌های کاربردی مشابه استفاده می‌شوند. از زمان انتقال به دوربین‌های ویدئویی دیجیتال، بیشتر دوربین‌ها دارای رسانهٔ ضبط داخلی هستند و به همین دلیل، دوربین فیلم‌برداری نیز هستند. دوربین‌های اکشن اغلب دارای قابلیت ضبط ۳۶۰ درجه هستند.
- تلویزیون مدار بسته (CCTV) معمولاً از دوربین‌های زوم پان شیب (PTZ) برای اهداف امنیتی، نظارت و/یا نظارت استفاده می‌کند. چنین دوربین‌هایی به گونه ای طراحی شده‌اند که کوچک باشند، به راحتی پنهان شوند و بتوانند بدون مراقبت کار کنند. آنهایی که در محیط‌های صنعتی یا علمی استفاده می‌شوند. آنها اغلب برای استفاده در محیط‌های غیرعادی هستند که معمولاً برای انسان غیرقابل دسترس یا دشوار برای دسترسی هستند و بنابراین برای چنین محیط‌های متخاصم سرسخت‌تر ساخته می‌شوند. (مانند تشعشع، گرمای زیاد یا قرار گرفتن در معرض مواد شیمیایی سمی).
- وب‌کم‌ها دوربین‌های ویدیویی هستند که فید ویدیویی زنده را به رایانه پخش می‌کنند.
- بسیاری از گوشی‌های هوشمند دارای دوربین فیلمبرداری داخلی هستند و حتی گوشی‌های هوشمند سطح بالا نیز می‌توانند با وضوح 4K فیلم‌برداری کنند.
- سیستم‌های دوربین ویژه برای تحقیقات علمی استفاده می‌شود، به عنوان مثال. روی ماهواره یا کاوشگر فضایی، در تحقیقات هوش مصنوعی و رباتیک، و در کاربردهای پزشکی. چنین دوربین‌هایی اغلب برای تشعشعات نامرئی برای فروسرخ (برای دید در شب و سنجش گرما) یا پرتو ایکس (برای استفادهٔ پزشکی و نجوم ویدیویی) تنظیم می‌شوند.[۱]